# عبد العزيز الرنتيسي
عبد العزيز علي عبد المجيد الحفيظ الرنتيسي (23 أكتوبر 1947 – 17 أبريل 2004) طبيب، وسياسي فلسطيني، وأحد مؤسسي حركة المقاومة الإسلامية (حماس)، وقائد الحركة في قطاع غزة قبل استشهاده، وعضو في الهيئة الإدارية في المجمع الإسلامي والجمعية الطبية العربية بقطاع غزة والهلال الأحمر الفلسطيني، وكاتب مقالات سياسية تنشرها له صحف عربية أردنية وقطرية كما كان أديباً وشاعراً ومثقفاً وخطيباً شعبوياً.
جمع بين الشخصية العسكرية والسياسية والدينية، تمتع بالهيبة وحظى باحترام ومحبة أغلب شرائح الشعب الفلسطيني والعربي والإسلامي، كما اتصف من قبل من عايشوه بصاحب شخصية قوية وعنيدة وجرأته وتحديه لقادة الكيان ولجلاديه في سجون الاحتلال. تمكّن في المعتقل في عام 1990 من إتمام حفظ كتاب الله بينما كان في زنزانة واحدة مع الشيخ المجاهد أحمد ياسين، كما له قصائد شعرية تعبّر عن انغراس الوطن والشعب الفلسطيني في أعماق فؤاده.
عمل في الجامعة الإسلامية في غزة منذ افتتاحها عام 1978 محاضراً يدرس في العلوم وعلم الوراثة وعلم الطفيليات، اعتقل عام 1983 بسبب رفضه دفع الضرائب لسلطات الاحتلال، أسس مع مجموعة من نشطاء الحركة الإسلامية في قطاع غزة تنظيم حركة المقاومة الإسلامية حماس في القطاع عام 1987 وكان أول من اعتقل من قادة الحركة في 15 يناير 1988 حيث اعتقل لمدة 21 يوماً بعد إشعال حركته الانتفاضة الفلسطينية الأولى في التاسع من ديسمبر 1987.
ثم أبعده الاحتلال لاحقاً في السابع عشر من ديسمبر عام 1992 مع أكثر من 400 شخص من نشطاء وكوادر حركتي حماس والجهاد الإسلامي إلى جنوب لبنان في المنطقة المعروفة بمرج الزهور، حيث برز كناطق رسمي باسم المبعدين الذين رابطوا في مخيم العودة بمنطقة مرج الزهور لإرغام الصهاينة على إعادتهم، فور عودته من مرج الزهور اعتقلته قوات الاحتلال الصهيونية وأصدرت محكمة صهيونية عسكرية حكماً عليه بالسجن حيث ظل محتجزاً حتى أواسط عام 1997.
بلغ مجموع فترات الاعتقال التي قضاها في السجون الإسرائيلية سبع سنوات بالإضافة إلى السنة التي قضاها مبعداً في مرج الزهور بأقصى جنوب لبنان عام 1992 كما يعتبر أول قيادي في حماس يعتقل بتاريخ 15 يناير 1988 وأمضى مدة ثلاثة أسابيع في المعتقل ثم أفرج عنه ليعاد اعتقاله بتاريخ 5 مارس 1988 وقال مستذكراً تلك الأيام: «منعت من النوم لمدة ستة أيام، كما وضعت في ثلاجة لمدة أربع وعشرين ساعة، لكن رغم ذلك لم أعترف بأي تهمة وجهت إلي بفضل الله». كما اعتقل في سجون السلطة الفلسطينية التابعة لحركة فتح 4 مرات معزولاً عن بقية المعتقلين.
بعد استشهاد الشيخ القعيد القائد أحمد ياسين من قبل إسرائيل بايعته الحركة خليفة لياسين في الداخل، وفي أول قيادة له أمر بتنفيذ عملية ميناء أشدود، فكانت هذه العملية هي الشرارة لعملية اغتياله واستشهاده، حيث قامت في مساء 17 أبريل 2004 مروحية إسرائيلية تابعة للجيش الإسرائيلي بإطلاق صاروخ على سيارته فاستشهد مرافقه ثم لحقه وهو على سرير المستشفى في غرفة الطواريء ومن وقتها امتنعت حماس من إعلان خليفة للرنتيسي خوفاً من استشهاده.
مما تمناه الرنتيسي وسعى لتحقيقه هو تحرير جميع الأسرى الفلسطينيين في سجون إسرائيل وكان يردد دومًا «لن يهدأ لي بال حتى يتم تحرير جميع الأسرى». ومن أبرز ما كان يميز الرنتيسي من صفات صرامته في معاملته مع الاحتلال الإسرائيلي، متواضعًا في عمله كطبيب أطفال ولم يقفل بابه أمام أي مريض أبداً.
في عام 2004 صدر كتاب حمل عنوان مذكرات الشهيد الدكتور عبد العزيز الرنتيسي قام بجمعه وتوليفه عامر شماخ المتخصص بالدراسات الإسلامية والذي صدر من توليفه أيضاً كتاب أحمد ياسين أيقظ أمة.

## النشأة

### أسرته
تنحدر عائلة عبد العزيز الرنتيسي إلى قرية رنتيس شمال غرب رام الله اضطرت العائلة لمغادرة القرية في بداية الأربعينيات بسبب خلاف مع إحدى عائلات القرية، وأيضاً بسبب حرب 1948؛ حين كان الرنتيسي طفلاً عمره عشرة أشهر، اندلعت وحدثت النكبة، فنزح مع عائلته من موطنها في قرية يبنا - بين عسقلان ويافا - لاجئين إلى مخيم خان يونس في قطاع غزة ونشأ بين تسعة أشقاء وثلاث شقيقات، كما كان مخلصاً ومحباً لقرية رنتيس حيث ذكر بأنه زار القرية في بداية الثمانينيات من القرن المنصرم.

### طفولته
ولد الرنتيسي في تاريخ 23 أكتوبر 1947 في قرية يبنا - تقع بين عسقلان ويافا - ونشأ بين تسعة إخوة وأختين إثنتين، التحق وهو في السادسة من عمره بمدرسة تابعة لوكالة غوث وتشغيل اللاجئين الفلسطينيين كما اضطر للعمل أيضاً بجانب التعلم وهو في هذا العمر ليساهم في إعالة أسرته الكبيرة التي كانت تمر بظروف صعبة، ويتذكر الرنتيسي طفولته فيقول: «توفي والدي وأنا في نهاية المرحلة الإعدادية فاضطر أخي الأكبر للسفر إلى السعودية من أجل العمل. كنت في ذلك الوقت أعد نفسي لدخول المرحلة الثانوية، فاشتريت حذاء من الرابش (البالة)، فلما أراد أخي السفر كان حافياً، فقالت لي أمي أعط حذاءك لأخيك فأعطيته إياه، وعدت إلى البيت حافياً ... أما بالنسبة لحياتي في مرحلة الثانوية فلا أذكر كيف دبرت نفسي».

### الدراسة
استطاع الرنتيسي إنهاء دراسته الثانوية عام 1965 وكان من المتفوقين فيها وهو ما أهله للحصول على منحة دراسية في مصر على حساب وكالة غوث اللاجئين - أونروا - فذهب إلى جامعة الإسكندرية لدراسة الطب، فحصل منها على بكالوريوس طب عام في سنة 1971 ثم على ماجستير في طب الأطفال في 1975 ما أهله ليعمل طبيباً مقيماً في مستشفى ناصر - المركز الطبي الرئيسي في خان يونس - عام 1976. خلال عمله كطبيب في مستشفى خان يونس الرئيسي، اصطدم الرنتيسي مرارا مع قوات الاحتلال، وأمضى خلال الفترة من 1983 إلى 1997 حوالي عشر سنوات متفرقة داخل معتقلات الاحتلال.

## العمل
بدأ الدكتور الرنتيسي العمل في مجال الطب عام 1972 ثم عمل طبيباً مقيماً في مستشفى ناصر - المركز الطبي الرئيسي في خانيونس - عام 1976 كما شغل عدة مواقع في العمل العام منها عضوية هيئة إدارية في المجمع الإسلامي والجمعية الطبية العربية بقطاع غزة والهلال الأحمر الفلسطيني وعمل في الجامعة الإسلامية في غزة منذ افتتاحها عام 1978 محاضراً يدرس المساقات في العلوم وعلم الوراثة وعلم الطفيليات.
وكان من عادته أن يجوب البادية على قدميه لمساعدة وعلاج الأطفال من الفقراء مجاناً، وبعد رفضه دفع الضرائب والمكوس عن عيادته الخاصة للكيان الصهيوني منع من ممارسة الطب بعدها إلى الأبد.

## العمل السياسي
قال الرنتيسي عن بداية مشواره مع الحركة الإسلامية إنه تأثر أثناء دراسته بمصر كثيراً بالشيخين محمود عيد وأحمد المحلاوي، حيث كانا يخطبان في مسجدي السلام باستانلي والقائد إبراهيم بمحطة الرمل في الإسكندرية. وأضاف: 
كانت أول مواجهة للرنتيسي مع الاحتلال الإسرائيلي عام 1981 حيث فرضت عليه الإقامة الجبرية ثم اعتقل على خلفية رفضه دفع ضريبة القيمة المضافة والمكوس لسلطات الاحتلال من نفس العام هو والأطباء الفلسطينيون الآخرون.

### إنشاء حماس
أخذ الرنتيسي بالتقرب من جماعة الإخوان المسلمين بقطاع غزة حتى أصبح فيما بعد أحد قادتها، ومع اندلاع الانتفاضة الفلسطينية الأولى في ديسمبر 1987 انطلقت حركة المقاومة الإسلامية حماس كجناح عسكري لحركة الإخوان المسلمين، وسرعان ما توحدت في جناحي الوطن والخارج ليلحقوا بركب المقاومة والكفاح المسلح الفلسطيني الذي بدأ منذ الفاتح من يناير 1965 بقيادة حركة التحرير الوطني الفلسطيني فتح والجبهات والحركات الفلسطينية المقاتلة للعدو الصهيوني، وبعد ذلك بأيام قام العدو الإسرائيلي بحملة اعتقالات واسعة في صفوف الفلسطينيين بحجة التحريض علي الانتفاضة، وكان الرنتيسي أحد المعتقلين بتلك الحملة التي كانت تهدف لكسر الانتفاضة التي قلبت المعايير وقلبت الموازين لصالح الشعب الفلسطيني.
كان الرنتيسي أحد قياديي حركة الإخوان المسلمين السبعة في قطاع غزة عندما حدثت حادثة المقطورة، تلك الحادثة التي صدمت فيها مقطورة صهيونية سيارة لعمال فلسطينيين، فقتلت وأصابت جميع من في السيارة، واعتبرت هذه الحادثة بأنها عمل متعمد بهدف القتل مما أثار الشارع الفلسطيني؛ خاصة أن الحادثة جاءت بعد سلسلة من الاستفزازات الإسرائيلية التي استهدفت كرامة الشباب الفلسطيني؛ خاصة طلاب الجامعات الذين كانوا دائماً في حالة من الاستنفار والمواجهة شبه اليومية مع قوات الاحتلال.
خرجت على إثر حادثة السير المتعمدة هذه مسيرة عفوية غاضبة في جباليا أدت إلى مقتل شخص وترك عدد من الجرحى، فاجتمع قادة الإخوان المسلمين في قطاع غزة وعلى رأسهم الرنتيسي على إثر ذلك وتدارسوا الأمر، واتخذوا قراراً يقضي بإشعال انتفاضة في قطاع غزة ضد الاحتلال الصهيوني واُتُّخِذ ذلك القرار في ليلة التاسع من ديسمبر 1987 وتقرر الإعلان عن حركة المقاومة الإسلامية كعنوان للعمل الانتفاضي الذي يمثل الحركة الإسلامية في فلسطين وصدر البيان الأول موقعاً بـ ح.م.س هذا البيان التاريخي الذي أعلن بداية الانتفاضة والذي كتب لها أن تغير وجه التاريخ، وبدأت الانتفاضة وانطلقت من المساجد واستجاب الناس وبدأ الشعب الفلسطيني مرحلة جديدة من مراحل جهاده.

ويقول الرنتيسي عن قصة إنشاء الحركة: 
.

### الانتفاضة وتداعياتها
بعد مرور 37 يوماً من اندلاع الإنتفاضة وبعد منتصف ليلة الجمعة الخامس عشر من يناير 1988 إذا بقوات كبيرة من جنود الاحتلال تحاصر منزل الرنتيسي، وتسور بعض الجنود جدران فناء البيت بينما قام عدد آخر منهم بتحطيم الباب الخارجي بعنف شديد محدثين أصواتاً فزع بسببها أطفاله الذين كانوا نائمين، وجري أعتقاله لمدة 21 يوماً بعد عراكٍ بالأيدي بينه وبين جنود الاحتلال الذين أرادوا اقتحام غرفة نومه فاشتبك معهم لصدّهم عن الغرفة، فاعتقلوه دون أن يتمكّنوا من دخول الغرفة وبعد شهرٍ من الإفراج عنه أُعْتُقِلَ مرة أخرى بتاريخ 4 مارس 1988 حيث ظلّ محتجزاً في سجون الاحتلال لمدة عامين ونصف حيث وجّهت له تهمة المشاركة في تأسيس وقيادة حماس وصياغة المنشور الأول للانتفاضة بينما لم يعترف في التحقيق بشيء من ذلك، ليطلق سراحه في 4 سبتمبر 1990 ثم عاود الاحتلال اعتقاله بعد مائة يومٍ فقط بتاريخ 14 ديسمبر 1990 حيث اعتقل إدارياً لمدة عامٍ كامل.

### النفي إلى مرج الزهور
اشتدت الانتفاضة بمقاومة الاحتلال يوماً بعد يوم وتوالت الاعتقالات على الثوار والمجاهدين حتى كانت ليلة 17 ديسمبر 1992 التي أُبْعِدَ فيها 416 ناشطاً فلسطينياً غالبيتهم من حركة المقاومة الإسلامية حماس والجهاد الإسلامي إلى مرج الزهور بجنوب لبنان، هذا النفي الذي كان سببه عملية خطف لجندي صهيوني من قبل المقاومة الفلسطينية من نفس العام. قام المبعدون بالمرابطة في مخيمهم الذي أسموه مخيم العودة واحتساب عملية طردهم وتهجيرهم رباط في سبيل الله، وفيه برز الرنتيسي كناطق رسمي باسم المبعدين الذين رابطوا في مخيم العودة في منطقة مرج الزهور لإرغام سلطات الاحتلال على إعادتهم، وتعبيراً عن رفضهم لقرار الإبعاد الصهيوني، تحمّل الرنتيسي ورفاقه الشدائد والبرد القارص في سبيل العودة إلى أرض الوطن من جديد، وتعدى الأمر ذلك إلى قيام جميع المبعدين بلبس الأكفان والسير نحو حدود فلسطين تحت شعار مسيرة الأكفان للعودة إلى الديار ولو كلفهم ذلك الموت، وتقدم الرنتيسي هذه المسيرة آنذاك. وفي النهاية نجح المبعدون في كسر قرار الإبعاد والعودة إلى الوطن وإغلاق باب الإبعاد إلى الأبد، بعد أن تضافرت الجهود الفلسطينية وتضامنت مع المبعدين حتى أجبر العدو الصهيوني على كسر قرار إبعادهم والعودة إلى أرض فلسطين وإغلاق باب الأبعاد، وكان الرنتيسي آخر المُفرج عنهم.
استطاع الرنتيسي في هذا الإبعاد من تأسيس مدرسة بن تيمية والتقى خلال الإبعاد مع ابن بلدته وقريته الشيخ شاكر يوسف أبو سليم الذي أبعد أيضاً إلى مرج الزهور وهما من قرية رنتيس التي يعتز بها عبد العزيز الرنتيسي جداً، من الوفود التي تضامنت مع المبعدين وفداً مصرياً تضمن حضوره فعاليات شعبية مختلفة منها مشاركة ممثلين للحزب الناصري وقد تحدث باسمهم حينها حمدين صباحي، واللافت احتفاء الرنتيسي والزهار بهذه المشاركة.

### فلسطين من جديد
وبعد عودة السلطة الوطنية للأرض الفلسطينية المحررة بقيادة أبو عمار زاد التعاون بين التنظيمات الفلسطينية لمقاومة الاحتلال ومنها حركة المقاومة الإسلامية حماس التي أولاها الرئيس عرفات اهتماماً خاصاً ولا سيما بعد الأفراج عن الشيخ أحمد ياسين. خرج الرنتيسي من المعتقل وباشر دوره في قيادة حماس التي كانت قد تلقّت ضربة مؤلمة من السلطة الفلسطينية لاحقاً عام 1996 وأخذ يدافع بقوة عن ثوابت الشعب الفلسطيني وعن مواقف الحركة، لم يرقْ ذلك للسلطة الفلسطينية التي قامت باعتقاله بعد أقلّ من عامٍ من خروجه من سجون الاحتلال وذلك بتاريخ 10 أبريل 1998 بضغطٍ من الاحتلال وأفرج عنه بعد 15 شهراً بسبب وفاة والدته وهو في المعتقلات الفلسطينية ثم أعيد للاعتقال بعدها ثلاث مرات ليُفرَج عنه بعد أن خاض إضراباً عن الطعام وبعد أن قُصِف المعتقل من قبل الطائرات الصهيونية وهو في غرفة مغلقة في السجن المركزي في الوقت الذي أُخْلِيَ فيه السجن من الضباط وعناصر الأمن خشية على حياتهم، لينهي بذلك ما مجموعه 27 شهراً في سجون السلطة الفلسطينية، وبعدها حاولت السلطة اعتقاله مرتين ولكنها فشلت بسبب حماية الجماهير الفلسطينية لمنزله.
وبعودة أحمد ياسين إلى قطاع غزة في أكتوبر 1997 عمل الرنتيسي معه جنباً إلى جنب لإعادة تنظيم صفوف حماس بعد فقدان صلاح شحادة، قام بعدها بعمل المتحدّث الرسمي لتنظيم حماس وكقائد سياسي للتنظيم.
كما عمل على لم شمل الفصائل والسعي إلى الوحدة الفلسطينية، فهو منذ أن خرج من السجن بدأ وتابع لقاءاته مع مختلف القوى الوطنية وشارك في الهيئات والاجتماعات المشتركة على مختلف أشكالها التي بحثت القضية الفلسطينية وكانت المواقف الواضحة تشكل مساهمة في تعزيز حرص حماس على الوحدة الوطنية. حيث قال عضو المكتب السياسي للجبهة الشعبية، جميل المجدلاوي: «كان أول لقاء لي مع الدكتور عبد العزيز الرنتيسي ووفد للجبهة الشعبية للتهنئة بالعودة وإذا به يطرح في هذا اللقاء سبل ووسائل تعزيز علاقاتنا الثنائية على طريق تعزيز العلاقات الفلسطينية بشكل عام».
اندلعت الانتفاضة الفلسطينية الثانية في 28 سبتمبر 2000 بعدما أغلقت إسرائيل كل باب لتكملة مشروع سلام الشجعان الذي بدأته منظمة التحرير الفلسطينية مع إسرائيل 1994 وانسداد كل القنوات التفاوضية بعد قمة كامب ديفيد صيف 2000 واشتدت مقاومة الاحتلال في الضفة الغربية وقطاع غزة، وتعالت وتيرة المضايقات الصهيونية، فأعادت احتلال الضفة الغربية وشددت الحصار على الرئيس ياسر عرفات وقامت بعدة مجازر في جنين وغيرها من المدن والقرى الفلسطينية في الضفة الغربية وقطاع غزة، كما قامت باستهداف الشيخ المناضل ياسين بعد أدائه صلاة الفجر في 22 مارس 2004 بصاروخ أودى بحياته.

### إمارة حماس
بايعت حركة حماس الرنتيسي في الداخل فتولى قيادة الحركة نظراً لكونه من المؤسسين وكبار المجاهدين وكبار زعماء حركة المقاومة الإسلامية فأختير على هذه الأسباب في الثالث والعشرين من مارس 2004 زعيماً لها في الداخل الفلسطيني في غزة خلفاً لأحمد ياسين، أعلن إسماعيل هنية - القيادي الآخر في حركة المقاومة الإسلامية - انتخاب الدكتور عبد العزيز الرنتيسي قائداً عاماً لحماس في غزة فيما رأس خالد مشعل مكتب حركة حماس، وقال هنية «إن الانتخابات التي جرت داخل مؤسسات حماس في حياة الشيخ ياسين أفرزت الأخ الدكتور القائد عبد العزيز الرنتيسي نائباً للشيخ أحمد ياسين وبهذا يقوم الرنتيسي مقام الشيخ بالنسبة للحركة ولشعبنا وأمتنا.» وفي أول خطاب ظهر فيه الرنتيسي بعد توليه قيادة حماس يحمل بندقية كلاشنكوف وقال: «هذا هو حوارنا مع الصهاينة وهذا - أي المقاومة المسلحة - هي طريقنا لتحرير الأقصى».

## اغتياله

### محاولات اغتياله
قال الدكتور عزيز دويك: «كانت أولى محاولات اغتياله في مرج الزهور في خيمة الإعلام في اليوم الأول من شهر رمضان، حضر شخص يتحدث العربية ادعى أنه مترجم لصحفي ياباني، دخل الخيمة وترك حقيبة بأكملها. قدر أن كان الجميع خارج الخيمة على مائدة الإفطار .. سمع الجميع صوت الانفجار وهبوا لإطفاء الحريق وبحثوا عن الصحفي ورفيقه فلم يجدوا لهما أثراً».
وفي 16 يونيو 2003 تعرض لمحاولة اغتيال ثانية استشهد فيها اثنان من مرافقيه، وأصيب نجله أحمد بجروح خطيرة. وفي شهر أيلول 2003 تعرض لمحاولة اغتيال ثالثة فشلت هي لأخرى. ثم تعرض لمحاولة اغتيال رابعة في اليوم الثالث لاستشهاد الشيخ أحمد ياسين، نجا منها أيضاً ولم تكشف عنها حماس إلا بعد تأكيدها من قبل أجهزة الأمن الإسرائيلية.
وتفاصيل العملية الثالثة التي نجى منها كانت في العاشر من يونيو عام 2003 كانت تحوم في سماء مدينة غزة حينها طائرتان مروحيتان حربيتان من طراز أباتشي الأمريكية الصنع، وعند ظهور سيارة الرنتيسي في شارع عز الدين القسام شمال مستشفى الشفاء بالمدينة أطلقت صاروخاً باتجاه الجيب الذي كان يستقله الرنتيسي مع اثنين من مرافقيه وهو السائق وبجانبه مرافق آخر وكان الرنتيسي يجلس في المقعد الخلفي، أطلقت الطائرات الحربية الصاروخ الأول باتجاه الجيب حيث أصاب مقدمته وعلى الفور تمكن الرنتيسي ومرافقه الذي يجلس بجانب السائق من الخروج من داخل السيارة واتبعته الطائرات بإطلاق صاروخ آخر أصاب وسط الجيب مما أدى إلى استشهاد السائق المرافق. وتمكن الرنتيسي من الانسحاب مع مرافقه إلى أحد الشوارع الفرعية حيث لاحقته الطائرات الصهيونية بصواريخها إلى الشارع الذي تمكن من الانسحاب إليه وأطلقت باتجاهه أربعة صواريخ أخرى مما أدى إلى إصابته بجروح في ساقه اليسرى وذراعه الأيسر وبعض الإصابات السطحية في صدره.
وفي آخر عملية اغتيال والتي نجحت سبق وقوعها طيران أربع طائرات تجسس - بدون طيار - كانت تجوب سماء غزة طوال أسبوعين بحثاً عنه، وهذا يعني أنه اتخذ احتياطات أمنية كافية لتلافي جريمة الاغتيال ولكن الصهاينة كانوا جندوا كامل طاقاتهم لرصده.

### ما قبل الاغتيال
وتفاصيل أحداث ما قبل الاغتيال، أصر الرنتيسي رغم تحذير مرافقيه وأسرته وتحديداً زوجته على العودة إلى بيته في حي النصر الذي تركه نهائياً قبل عدة أشهر، بعد أن أدرك أنه على رأس قائمة المطلوبين لقوات الاحتلال، لم يستطع الرنتيسي مقاومة الاغراء وضرب بكل هذه التحذيرات عرض الحائط عندما علم أن بناته وأحفاده قد قدموا لزيارة بيت العائلة، ظل الرنتيسي منذ أذان صلاة العصر وحتى قبيل أذان العشاء جالساً بين بناته ونجليه محمد وأحمد، بينما كان بعض الأحفاد يتناوبون في الاعتلاء على كتفه، كان اللقاء مناسبة لكي يطمئن الوالد على أخبار بناته اللواتي مضت عدة أسابيع على آخر لقاء بينه وبينهن، خلال اللقاء منع الجد إحدى بناته من توبيخ أحد أبنائها بعد أن خلع نظارة جده الطبية وأخذ يعبث بها.
أكثر ما تركز عليه الحديث في اللقاء كان ترتيبات زواج النجل الأكبر محمد، الذي عقد قرانه على فتاة من عائلة غزية قبل أسبوعين فقط، بعيد أذان المغرب رن جرس الهاتف الجوال وكان على الطرف الثاني مرافقه أكرم نصار الذي استحثه على مغادرة المنزل، فأخبره الرنتيسي أنه سيؤدي صلاة المغرب جماعة مع نجليه وبناته، ثم يغادر. كان من المفترض أن ينقل الرنتيسي في سيارة السوبارو البيضاء التي كان يتحرك بها مؤخراً، لكن نجله الأصغر أحمد تدخل في هذه الأثناء وأصر على أن يستخدم أكثر من سيارة بغرض التمويه وإرباك وسائل الرصد الإلكترونية التي تستخدمها المخابرات الإسرائيلية في تعقب والده، رغم عدم وجود طائرات استطلاع إسرائيلية تلك الأثناء في أجواء المدينة.
أحمد هو نفسه الذي أصيب بجراح خطرة في محاولة الاغتيال الثالثة التي تعرض لها والده قبل عام ونصف العام، أصر أحمد على أن يقوم هو بنقل أبيه في سيارة أودي إلى منتصف شارع اللبابيدي الذي يربط شارعي الجلاء والنصر على أن ينتظر هناك مرافقو والده بسيارة السوبارو وافق الرنتيسي تحت إلحاح نجله الذي بدا عصبياً بشكل واضح، نقل أحمد أباه إلى منتصف شارع اللبابيدي وما ان استقل والده السيارة مع مرافقيه الاثنين، حتى حدث ما حذره منه أحمد، دوى صوت انفجار سمعت أصداؤه في جميع أرجاء غزة باطلاق طائرة هليكوبتر عسكرية إسرائيلية من طراز أباتشي ثلاثة صواريخ من طراز هيل فاير - صواريخ أرض جو - الحارقة على السيارة، ظل أحمد ملتصقاً بمقعد القيادة وعلى بعد كيلومترين من مكان وقوع عملية الاغتيال تعالى عويل إحدى بنات الرنتيسي صارخة لقد قتلوا أبي مع أنه في هذه اللحظات لم يكن يعرف أحد من هو المستهدف في عملية الاغتيال وما هي إلا لحظات حتى علا صراخ الأحفاد أيضاً.

قال ابنه محمد: 
استيقظ الرنتيسي واغتسل وتعطر وانطلق لسانه ينشد على غير عادته نشيداً إسلامياً مطلعه:
وقال لرفيقة دربه أم محمد: «إنها من أكثر الكلمات التي أحببتها في حياتي».

وقال محمد: 
أعلن لاحقاً مسئولون طبيون أن الرنتيسي استشهد إثر إصابته بجروح خطرة جراء العملية حيث قال الطبيب قادر أبو صفية المسئول عن قسم الطوارئ في مستشفى الشفاء في غزة إن «عبد العزيز الرنتيسي قد استشهد». كما قال مصدر أمني فلسطيني إن صاروخين على الأقل أطلقا من مروحية وأصابا بشكل مباشر السيارة التي كان يستقلها الرنتيسي كما أصيب ستة من المارة بجروح.

### قرار تصفيته
كشف مركز أطلس للدراسات الإسرائيلية ونقلاً عن أكثر من مصدر موثوق، عن مكالمة تمت بين رئيس السلطة الفلسطينية ياسر عرفات وعبد العزيز الرنتيسي قبيل استشهاد الأخير بأيام، ونقل عن المركز في بيان من المحلل السياسي حمزة أبو شنب قوله إن الشهيدين ناقشا خلال المكالمة العديد من القضايا التي تهم الشعب الفلسطيني، واتفقا على العديد من الخطوات التي من شأنها العمل على ترسيخ اللحمة الوطنية أهمها تشكيل حكومة وحدة وطنية بالإضافة إلى تشكيل وبناء جيش وطني تشارك فيه كافة الأجنحة العسكرية بما فيها القسام، ينتشر على الحدود وفي مواقع إستراتيجية لحماية القطاع من الأخطار الخارجية، ولمعرفة الاحتلال الجيدة بشخصية المتحدثين القيادية وقناعتهما بهذا الاتفاق وقدرتهما على تطبيقه؛ كان لا بد من التخلص من شخص لديه هذه التوجهات.
اتخذ القرار بعد عودة شارون من أمريكا مباشرة ما أكد أن إسرائيل بقيادة شارون مصرة على الإجهاز على الطريق السلمي لحل القضية الفلسطينية، كما بررت إدارة بوش هذا المنهج بدعم الدولة الإسرائيلية واعطائها الضوء الأخضر لقتل القادة الفلسطينيين ببند الدفاع عن النفس، وعلق رئيس إسرائيل شيمون بيريز باسم اليسار الإسرائيلى فقال «أن الذي يتورط في أعمال القتل يدفع الثمن.»
كما اجتمع مجلس الأمن لبحث قضية اغتياله، وقبلها اجتمع بأيام لمناقشة اغتيال الشيخ أحمد ياسين، واستخدمت أمريكا الفيتو ضد إدانة الكيان الصهيوني. وهكذا تمت تصفية الرنتيسي بثلاثة صواريخ أطلقتها عليه طائرة الأباتشي التي قدمت الإدارة الأمريكية أسراباً منها إلى تل أبيب.

### جنازته
منذ ساعات الصباح الأولى بدأ السكان يزحفون باتجاه مشفى الشفاء بغزة، كي يحاولوا إلقاء نظرة الوداع الأخيرة عليه، استنفرت الإذاعات المحلية بغزة بشكل لافت، فيما يشبه السباق لتغطية حادث الاغتيال وتفاصيل الجنازة، وتداعيات الاغتيال، وكان من الملفت ما اذاعته صوت الأقصى الإسلامية من كلمات بصوت الدكتور عبد العزيز الرنتيسي قال فيها مخاطباً جماهير الشعب الفلسطيني «أقول لكم لأطمئنكم لو رحل الرنتيسي والزهار وهنية ونزار ريان وسعيد صيام والجميع، فوالله لن نزداد إلا لُحمة وحباً، فنحن الذين تعانقت أيادينا في هذه الحياة الدنيا على الزناد.»
شارك في تشييعه ومرافقيه اللذين استشهدا معه أكثر من نصف مليون فلسطيني يوم الأحد 18 ابريل 2004 في غزة وحدها. انطلق الموكب من مستشفى الشفاء في غزة، يتقدمه عدد من قادة حماس وقيادات الفصائل الفلسطينية الأخرى وآلاف المسلحين، في عروض عسكرية كبيرة، وتوجه الموكب إلى منزل الشهيد لإلقاء النظرة الأخيرة عليه، ثم تابع إلى المسجد العمري الكبير، من أجل الصلاة عليه، وأدى أكثر الناس صلاة الجنازة في الشوارع المزدحمة. وانطلقت في بيروت مسيرة عفوية حاشدة، شارك فيها طلاب وطالبات وقامت مظاهرات حاشدة في سائر الدول العربية والإسلامية والأجنبية، تنديداً بإقدام إسرائيل على اغتياله وطالب المحتجون الحكومات العربية بسحب الدبلوماسيين العرب من إسرائيل، وطرد سفراء إسرائيل من الدول العربية ووقف كل أشكال التطبيع معها.

### إدانه ونعي
أدانت كير - مجلس العلاقات الأمريكية الإسلامية - اغتيال الرنتيسي قائلة في بيان صادر لها «إن اغتيال عبد العزيز الرنتيسي سينشر انطباعاً في شتى أنحاء العالم الإسلامي بأن الرئيس الأمريكي جورج دبليو بوش ضد إسلام.» كما أدان الحزب الديمقراطي السوري اغتياله وقال في بيان لها: 

كما حمل حزب الله الإدارة الأميركية التي توفر التغطية والتأييد المعنوي والسياسي والدعم المادي لحكومة تل أبيب المسؤولية المباشرة عن اغتيال الرنتيسي واعلن الحزب في بيان: 
كما أعلنت كتائب الشهيد عز الدين القسام الجناح العسكري لحركة المقاومة الإسلامية حماس أن دماء الدكتور عبد العزيز الرنتيسي ستفجر براكين الثأر من إسرائيل. وعزت جماعة العدل والإحسان باسم الناطق الرسمي لها فتح الله أرسلان أسرة الرنتيسي ورجال حماس والمجتمع الغزاوي بفقيدهم، حاثة المذكورين على الصبر والاحتساب والتعلم من مواقفه الكثيرة.

## الحالة الأسرية
تزوج الرنتيسي من أم محمد رشا صالح العدلوني عام 1973 وهي من مواليد غزة عام 1955 وترجع جذورها إلى مدينة يافا ويذكر ما حدث له في ليلة زفافه ويقول: 
 شاركت أم محمد زوجها مسيرة جهاده، وصبرت على الفراق سنين طويلة، تحملت عبء أسرتها أثناء غيابه، وحين اغتيل واصلت السير على طريقه فأكملت دراستها في الجامعة الإسلامية بغزة كلية أصول الدين وتتأهل لنيل درجة الماجستير في التفسير، وهي مشرفة على دائرة العمل النسائيّ بالمجمّع الإسلامي بغزة ومن القيادات النسوية البارزة في حركة المقاومة الإسلامية حماس. وعندما سُئلت عن أن وراء كل رجل عظيم امرأة عظيمة قالت: 

بعد زواجهما بثلاث سنوات وتحديداً عام 1976 بدأت أم محمد تلاحظ تغيراً ملموساً على زوجها فقد شرع يتغيب عن المنزل، ولا يعود إلا بعد منتصف الليل، كما بدأ في جلب كتب دينية كثيرة تتحدث عن الدعوة الإسلامية التي تعمل وفق الكتاب والسنة النبوية وعلقت: 
.
ضحى الرنتيسي بكل ما يملك من أجل الدعوة الإسلامية بماله الذي أنفق منه على الدعوة فيما كانت زوجته تستقبله بالابتسامة الحانية وتحاول توفير سبل الراحة عندما كان يأتيها عند الساعة الثانية صباحاً متعباً ومنهكاً، أما أطفاله فكانوا لا يرونه سوى مرة كل أسبوع يستيقظ فيخرج إلى عمله وهم في مدارسهم، ليعود وهم نيام إلا أنه حافظ على عادة أخذ زوجته إلى بيت أهلها والمبيت مع أطفاله هناك، ليعودوا يوم الجمعة عصراً، فكانت متنفساً له يريحه من تعب الأسبوع بكامله.
لكن الأمور بدأت تتعقد أكثر في بداية الثمانينات، عندما رفض الرنتيسي تسليم ضريبة دخله من عيادته الشخصية لسلطات الاحتلال، لتتعالى وتيرة الصدام مع قادة تلك السلطات شيئاً فشيئاً، إلى أن تفجرت الأمور تماماً مع اندلاع الانتفاضة الأولى عام 1987، حيث أمضى أبو محمد بعدها ما يقرب من تسع سنوات في الاعتقال بتهمة الانتماء لحركة حماس وتأسيسها، ولتنهي علاقته بممارسة الطب بشكل مستمر حتى آخر سنين حياته، فكان على الزوجة أن تُدبِّر أمورها وأمور ستة من أطفالها بما تيسر لها من مصادر الرزق.
وبعد وفاة الرنتيسي وفي أول حديث لها قالت إنها لا تقبل التعازي في زوجها ولكنها تتقبل التهانى لنيله الشهادة التي كان يتمنَّاها، مخاطبةً إياه: هنيئًا لك الشهادة أبا محمد. حيث استمرت بعد رحيل الرنتيسي بدعم الجهاد وتشجيع الفعاليات النسائية ولجان النساء في فلسطين ودعم الطلاب الناشئين وتحفيزهم لطلب العلم ونصر فلسطين بالعلم، كما لهاء زيارات دائمة للمخيمات الفلسطينية بشكل متواتر ومستمر مثل مخيم البرج الشمالي ومخيم الرشيدية ومخيم البص. كما أن لها مشركات خارج فلسطين ذات علاقة بدور المرأة المسلمة في مجتمعها في كل المجالات التربوية والاقتصادية والاجتماعية والسياسية أيضاً، كانت إحداها مشاركتها في الندوة الولائية للتأهيل السياسي للمرأة التي احتضنتها قاعة دنيا زاد بغليزان في الجزائر. كما تصدرت مسيرات كثيرة منها مسيرة نظمها أنصار جماعة الإخوان المسلمين بمحافظة الدقهلية في مصر احتجاجاً على العمليات الإسرائيلي على قطاع غزة، حيث كانت في زيارة لأمانة حزب الحرية والعدالة المصري بمدينة المنصورة، ألقت كلمة خلالها دعت فيها إلى وحدة الصف العربي والمسلم لنصرة القضية الفلسطينية، رفع المشاركون فيها الأعلام المصرية والفلسطينية وعلم جماعة الإخوان المسلمين.

## الإرث الثقافي
ارتبط الرنتيسي بالشيخ أحمد ياسين منذ عام 1971، فعمل معه وبجواره كتلميذ ورفيق سنوات طويلة في العمل الإسلامي، وجمعهما المعتقل الإسرائيلي ثلاث مرات، وأسسا معا مؤسسة المجمع الإسلامي في عام 1975 ومجد المجاهدين عام 1984، وفي عام 1987 أنشأ حركة المقاومة الإسلامية حماس التي ظل الرنتيسي يشغل الموقع الثاني في قيادتها، وأصبح ثالث أهم شخصية فلسطينية، بعد عرفات وياسين، كما أوضح ذلك استطلاع للرأي أجراه في نوفمبر 2003 معهد الأبحاث الفلسطيني القريب من السلطة الوطنية. ويعتبر الرنتيسي سياسياً صلباً، لكنه عقلاني أيضاً، فهو أحد الذين شجعوا الوصول إلى هدنة بين المقاومة وقوات الاحتلال العام 2003 وقال: « إن حركته توصلت إلى نتيجة مفادها أنه يصعب تحرير كافة الأراضي الفلسطينية في المرحلة الحالية، ولذلك فهي تقبل تحريراً تدريجياً». ومع إصرار الرئيس عرفات على أن تعترف حماس باتفاقات أوسلو وأن توقف عملياتها الفدائية، أكد الرنتيسي مراراً على أن حماس لن تنجرَّ إلى حرب أهلية مع السلطة حرصاً على الوحدة الوطنية الفلسطينية.

### شخصيته
وصف الدكتور الرنتيسي بأنه شخص متعدد المواهب وذو طاقة جعلته يسد أي ثغرة تبدو له في مسيرة الدعوة، فهو إلى جانب دراسته العلمية وتخصصه في طب الأطفال هو كاتب وشاعر وخطيب ورجل إعلام وداعية وسياسي وثائر ومصلح اجتماعي، برز جانبه الإعلامي عندما كان مبعداً في مرج الزهور، فقد اختاره إخوانه هناك ليكون الناطق الرسمي على رأس اللجنة الإعلامية، فكان يستقبل وفود الصحفيين طوال يومه وليله.

### الكاتب
كان الرنتيسي حتى آخر أيامه وفي ظل أقسى ظروف الحصار والملاحقة يتابع كتابة زاويته في جريدة الأمان وفي جريدة السبيل وجريدة البيان الإماراتية والوطن القطرية وسواها، فكان يكتب في عدد من الصحف والمجلات، ويكتب في موقعه على الإنترنت الذي كان يتعرض لحرب إلكترونية من قبل الاحتلال الصهيوني وعملائه، كان آخر مقال كتبه نشر في صحيفة سبيل الأردنية، تضمن تأيد ونصرة الجهاد العراقي ضد الغزو الأمريكي.

### الشاعر
يحفظ الكثير من إخوانه وتلاميذه المجاهدون الكثير من شعره وهو شعر خطابي حماسي في غالبه، وذو رسالة يريد أن يؤديها، قد نشر بعض شعره في الصحف والمجلات، وبقي قسم آخر لم ينشر منتظراً جمعه ودراسته وإصداره في ديوان من قبل المهتمين.

### ملامح شخصيته

كتاب الرصاصة والظلام 3 الاغتيالات الإسرائيلية للقيادات الفلسطينية، جمع وتوثيق عادل أبو هاشم، الذي تناول فيه الاغتيالات الإسرائيلية للقيادات والكوادر الفلسطينية خلال عقود الصراع العربي – الإسرائيلي. الكتاب جاء في (544) صفحة استعرض فيه المؤلف سير ومواقف وقصص اغتيال عشرات من قادة الشعب الفلسطيني. توج غلافه بصورة لـ عبد العزيز الرنتيسي.

تمكن الرنتيسي من ترجمة النظريات إلى أفعال، وأسس لنفسه ولغيره مدرسة ونهجاً وكانت ملامح هذه المدرسة تتلخص في:
التحدي
برز الرنتيسي في مدرسة مرج الزهور اللبناني حيث اختير ناطقاً باسم مبعدي مرج الزهور لطلاقة لسانه وقوة حجته وقدرته على صنع الأحداث للفت أنظار العالم إلى قضيته الفلسطينية والتي قال يومها «سأحرج رابين أمام العالم» وتمكن من تحقيق ذلك عندما أصر على بقاء المبعدين في مرج الزهور بين الأفاعي والزواحف رغم كل المحاولات لدفعهم للدخول إلى عمق الأراضي اللبنانية وأن تُطْوَى قضيتهم .. وتمكن بلباقته أن يشكل رأياً عاماً عالمياً ضاغطا على الكيان الصهيوني، بإعادة المبعدين وما هي إلا شهور حتى عاد المبعدون إلى بيوتهم، لكن الرنتيسي عاد إلى السجن بسبب تصريحاته ومواقفه التي أثارت حنق رابين.
الوحدة الوطنية
كانت هاجسه والركن الرئيس لمدرسته ومنهجه الجهادي فكان من أشد الحريصين على تعميق الوحدة الوطنية، وقال في أول كلمة له بعد توليه قيادة حركة حماس خلفاً للشيخ أحمد ياسين أمام الآلاف في بيت عزاء ياسين، إن أول عمل سيفعله أنه سيتوجه إلى كافة القوى الوطنية والإسلامية وقال «أمد يدي إليهم لنكون صفاً واحداً في خندق المقاومة».
حب الشهادة
كان الأمل الدائم والحلم، فلم يخش الرنتيسي يوماً الاغتيال والتصفية وطالما تمنى الشهادة ولقاء الله ولم يثنه وضعه على رأس قائمة المطلوب تصفيتهم وتعرضه لمحاولة اغتيال فاشلة، عن مواصلة طريقه الجهادي والسياسي من أجل فلسطين وكان آخر ما قاله: «نحن لا نخشى الموت فليعلم الله أنني في شوق للقائه ولقاء الأحبة .. شيخنا وحبيبنا أحمد ياسين وجمال سليم وجمال منصور وصلاح شحادة وإبراهيم المقادمة وإسماعيل أبو شنب» وكلهم من قادة حماس الذين اغتالهم الجيش الصهيوني.
الإرادة الصلبة
عرف الدكتور الرنتيسي بمواقفه الصلبة لدرجة أنه كان يفضل للبعض أن يطلق عليه لقب الطبيب الثائر أو صقر حماس. لكنه كان ليناً مع إخوانه في حماس لا يقطع أمراً من دون مشاورتهم، لدرجة أنه قال قبل حوالي ثلاثة أسابيع في حفل تأبين الشيخ ياسين في الجامعة الإسلامية «إلى الذين يخشون الدكتور الرنتيسي، نقول لهم اطمئنوا فالقرار في حماس قرار جماعي والقيادة جماعية».
التحريض على الجهاد
كان الرنتيسي خطيباً مفوهاً عرفته معظم مساجد القطاع من خلال خطبه الحماسية التي كان تلهب مشاعر الجماهير وتشفي غليلهم، وكان ينظر إليه أنه أكثر قيادات الحركة صلابة في مواقفه، ووصفوه بالأسد لأنه كان دائم التحريض على المقاومة وإيقاع أقسى الضربات بدولة الكيان، ومن أشد المعارضين لاتفاقيات التسوية، ساعدته إجادته اللغة الإنجليزية بأن يكون دائم الحضور في مختلف وسائل الإعلام ومحطات التلفزة الأجنبية.
التأثر بالقدوة
تأثر الرنتيسي بأفكار سلفه الراحل الشيخ أحمد ياسين فقد شاركه في تأسيس حركة حماس عام 1987، كما عاش معه خلال العام 1990 في زنزانته في السجن الصهيوني ونهل من أفكاره ومنهجه وتأثر بشخصيته، وقد صقل شخصيته الدعوية والسياسية وعاهد نفسه على أن يسير على درب أستاذه ومعلمه الشيخ ياسين حتى لحق به.

### تكريم واحتفاء
أطلق اسم الرنتيسي على مستشفى تخصصي لأمراض الطفولة في قطاع غزة يتكون من طابقين بمساحة 2500م² لكل طابق بالإضافة إلى طابق أرضي تكريماً وتخليداً له، يقع في حي النصر - شارع العيون إلى الشرق من مستشفى الطب النفسي والعيون، أُنْشِئَ عام 2003 وأصبح جاهزاً كمبنى عام 2006 ثم عُيِّّنَ طاقم إداري للبدء بتشغيله حتى عام 2008 ليكون مستشفى كامل الأجنحة والأقسام، يقدم المستشفى خدمات تخصصية من المستوى الثالث تغطي حاجات شريحة من الأطفال المرضى يصل عددهم لما يزيد عن 600 ألف طفل، ضمن الفئة العمرية من سن الولادة وحتى سن 12 عام إضافة للأطفال المرضى المحتاجين للخدمة التخصصية حتى سن 15 عام، المستشفى يقديم الخدمات الطبية كمستشفى تحويلي لكافة مناطق قطاع غزة بحيث لا تُسْتَقْبَل أية حالة إلا بعد التنسيق المسبق لها حسب النظام الذي وُضِعَ في وزارة الصحة. ويضم تخصصات فرعية في طب الأطفال منها تخصص طب الأطفال، أمراض كلى الأطفال، أمراض الجهاز العصبي أطفال، أمراض الدم والأورام أطفال، أمراض الجهاز الهضمي والمناظير للأطفال بالإضافة إلى عناية مكثفة للأطفال وعيادات خارجية والمختبر وبنك الدم، والأشعة وقسم العلاج الطبيعي للأطفال بالإضافة على خدمات تخطيط الدماغ والعضلات.
كما أطلق اسمه على ملعب لكرة القدم في مدينة صيدا في لبنان افتتحته المؤسسة الفلسطينية للشباب والرياضة بمناسبة استقبال شهر رمضان لعام 2014. كما أطلق اسمه على شارع في مدينة تلا في محافظة المنوفية في جمهورية مصر العربية. واطلق اسمه أيضاً على مسجد في بيت لاهيا في غزة تحت عنوان مسجد الدكتور الشهيد عبد العزيز الرنتيسي.

### إنتقادات
الذين ينتقدون الرنتيسي يأخذون عليه مدى استهتاره بالتحذيرات الأمنية وإصراره على التحرك رغم تشديد قادة إسرائيل وأجهزتها الأمنية على أنه هو المطلوب رقم واحد لهم، وأن عملية اغتياله أضحت ضرورة أمنية واستراتيجية لـإسرائيل، ومع إدراك الرنتيسي لقدرات إسرائيل الكبيرة القائمة على تقنيات التجسس الالكترونية المستندة إلى شبكة متشبعة من الوسائل، فضلاً عن العدد الكبير من العملاء داخل الأراضي الفلسطينية، ظل يسوق كل الحجج من أجل عدم التقيد بالإجراءات الأمنية الاحتياطية.

## وصلات خارجية
- عبد العزيز الرنتيسي .. أسد فلسطين موقع قصة الإسلام
- جميع ما يتعلق بالرنتيسي من روابط ومقالات وفيديو، من إخوان ويكي.
- حماس والسلطة الفلسطينية وحكومة شارون، برنامج بلا حدود، قناة الجزيرة، 4 أبريل 2001
- اغتيال الرنتيسي ملف كامل يغطي حدث الاغتيال. من موقع قناة الجزيرة
- القائد الشهيد عبد العزيز الرنتيسي موقع التاريخ؛ المتخصص بالسير والتراجم الإسلامية.
- سيرة مرافق الرنتيسي أكرم نصار حياته، أقواله، وأسرته.

ملاحق وملفات
- بالصور: مقتل عبد العزيز الرنتيسي من موقع بي بي سي عربي
- موقع خاص لصور للرنتيسي

مقالات دراسية تخصصية وأبحاث
- د.عبد العزيز الرنتيسي.. أسرار بداياته وأسباب اغتياله من جريدة الأنباء الكويتية.
- ترجمة عبد العزيز الرنتيسي للإستزاده.
- ملف كامل عن الرنتيسي من إعداد موقع صيد الفوائد.
- جمهرة مقالات وأبحاث عن الرنتيسي من جمع وإعداد مجموعة مواقع مداد.

مقاطع فيديو
- الشهيد العظيم - الدكتور عبد العزيز الرنتيسي ترجمة الرنتيسي بصوت وإعداد عصام العطار.
- كلمات خالدة للقائد عبد العزيز الرنتيسي من تقديم مؤسسة سراج للإعلام.